# Drôle de Félix
Pour plus de détails, voir Fiche technique et Distribution.
Drôle de Félix est un film français réalisé par Olivier Ducastel et Jacques Martineau, sorti le 19 avril 2000.

## Synopsis
Félix, jeune Dieppois dont la mère normande est morte récemment, profite de son chômage pour partir à Marseille en auto-stop, à la recherche de son père maghrébin qui a quitté la mère du jeune homme avant sa naissance. Félix vit en couple avec Daniel, professeur de lycée, à qui il donne rendez-vous cinq jours plus tard à Marseille. Le jeune homme part avec un petit sac de voyage et un cerf-volant, ainsi que des médicaments pour soigner sa séropositivité. La première étape de Félix est à Rouen, où il est témoin d'un meurtre. Agressé par un des deux meurtriers, il parvient à se réfugier dans un café, où il raconte ce qu'il s'est passé, mais n'ose pas faire de déclaration à la police. Il reprend ensuite la route. À travers un voyage optimiste qui constitue un vrai road movie, Félix, toujours de bonne humeur et confiant en l'avenir, rencontre plusieurs personnages qui auraient pu être chacun son petit frère, sa grand-mère, son cousin, son père ou sa sœur.
Sa première rencontre est un lycéen de dix-sept ans (la figure du « petit frère »), appelé Jules, qui habite à Chartres, et qui l'héberge une nuit chez lui, en cachette de sa mère. Les deux garçons volent une voiture et partent dans le Puy-de-Dôme. Ils décident d'aller danser dans une boîte gay, mais se font refouler parce que Jules est mineur. Ce dernier abandonne finalement Félix pour un autre garçon qu'il rencontre près de la sortie du dancing. Félix fait ensuite la connaissance de Mathilde, femme énergique qui lui raconte sa vie et écoute le récit de la sienne (la figure de la « grand-mère »). Les deux partagent la même passion pour les séries américaines à l'eau de rose. Il passe deux jours chez elle, dans la confiance et la tendresse. Il est ensuite pris en auto-stop par un cheminot (la figure du « cousin ») qui, comme lui, aime les cerfs-volants et manifeste un optimisme à toute épreuve. Ils font l'amour dans les champs, puis le chauffeur le laisse à Montélimar. C'est au bord de la route que, le samedi suivant, il rencontre Isabelle (la figure de la « sœur »), mère de trois enfants de pères différents, qui doit les amener chez leurs pères respectifs pour y passer la nuit du samedi et la journée du dimanche. Isabelle est policière et possède le caractère chaleureux des méridionaux. Le soir, ils croisent l'un des deux meurtriers de Rouen qui vient d'être appréhendé par la police, après la dénonciation du patron du café sur la foi de la discussion qu'il avait eue avec Félix. À la réaction apeurée du jeune garçon, Isabelle devine que c'est lui le témoin mystérieux qui s'est volatilisé et dont parlent toutes les chaînes d'information. La dernière étape est à Martigues où Félix discute avec un pêcheur qui passe des heures au bord de l'eau pour être tranquille et fuir une vie conjugale devenue pesante (la figure du « père »). Il conseille à Félix de ne pas aller voir son père qui n'a jamais cherché à le connaître et qui n'a peut-être jamais voulu être père. À quoi bon rencontrer un inconnu qui ne lui a jamais manifesté d'intérêt ? La dernière séquence montre les retrouvailles de Félix et Daniel, à Marseille. Les deux amis s'enlacent. Finalement, Félix n'est pas allé voir son père : seul l'avenir compte. Il remarque que Daniel s'est fait couper la barbe, c'est un autre homme...

## Thèmes

### Homosexualité et séropositivité
Félix est un personnage bon, heureux et optimiste. Il est aussi gay et atteint du VIH+, et pourtant ces deux éléments pendant longtemps introduits comme des obstacles à la vie, sont ici présentés comme des éléments du quotidien. Drôle de Félix est un film dans un contexte homosexuel, et non sur l’homosexualité. L’homosexualité et la séropositivité sont des éléments constitutifs du personnage.
Drôle de Félix offre une perspective optimiste. Même atteint de VIH+, la vie du personnage principal ne s’arrête pas, au contraire, elle continue et le prospect d’un futur lointain est désormais possible. Au début du film, Félix est chez le médecin avec d’autres patients dans la salle d’attente, un homme et une femme : une scène forte, qui démontre que le VIH+ touche à la fois les hommes, comme les femmes. De plus, la mention du traitement pendant leur conversation, la trithérapie a plus d’importance que la séropositivité, laquelle ne sera jamais mentionnée tout le long de film, seulement sous-entendue au travers de la prise régulière des médicaments. On ne s’attarde plus sur la maladie, mais sur la possibilité de vivre avec, sur le long terme. Après tout, dans la France des années 2000, la trithérapie est efficace et le prospect d’une mort certaine n’est plus une réalité. Les séropositifs et les séropositives peuvent imaginer un futur.
C'est ainsi que Félix a appris à vivre avec la maladie. Celle-ci n’est plus contraignante, elle fait partie du commun et du quotidien. Après tout, le VIH+ n’arrête à aucun moment Félix d’avoir une relation amoureuse et stable avec Daniel, qui n’est pas atteint du VIH+ ou d’avoir des relations sexuelles protégées avec « son cousin », une pratique appuyée par un visuel direct du préservatif en main. La banalité du VIH est démontrée à travers le film avec des gestes et habitudes. Félix prend tous les jours ces médicaments, un geste qui ne révèle rien de dramatique (il comparera même ses pilules avec sa « grand-mère » devant la série télévisée). Le VIH+ n’empêchera pas Félix d’entreprendre son voyage en auto-stop du nord de la France, depuis Dieppe, jusqu’au sud, à Marseille. Il s’adapte, il vit avec.
De même, l’homosexualité de Félix n’est point le centre du film, ne fait pas l’objet de drame ou d’obstacle dans sa vie, ce n’est pas un moteur pour l’histoire, ni une source de conflit. Au contraire, ce sera même un élément stable tout au long du film jusqu'à ses retrouvailles avec son partenaire Daniel à Marseille. Tout comme sa séropositivité, son homosexualité est un fait qui donne le ton au contexte du film et du personnage, mais qui ne le réduit pas à un simple personnage gay. Son homosexualité n’est pas sur-érotisée, et ne fait pas l’objet de relations clandestines, ni de recherches d’un partenaire immédiatement disponible. L’identité homosexuelle de Félix est assumée par des affections publiques, un baiser au restaurant, une tendresse exposée au grand jour à Marseille ou sur le pont du bateau. Tout comme son amant Daniel, Félix est à l’aise dans son identité sexuelle, aussi souvent représentée par la métaphore du cerf-volant aux couleurs du drapeau gay.
Ainsi, Drôle de Félix n'est pas un film « sur » l’homosexualité. À aucun moment, la séropositivité ou l’homosexualité du personnage sont les thèmes centraux de l’histoire. Toutefois, leur importance n’est pas non plus niée, car il s'agit tout de même d'informations majeures. Ces deux thèmes décrivent, d'une part, un contexte et un mode de vie marqués par la prise constante de médicaments, d'autre part, l’évolution de leur représentation au cinéma. Moins dramatique, mais plutôt factuel, être séropositif ou homosexuel peut aussi être associé au bonheur et au futur.

## Fiche technique
- Titre : Drôle de Félix
- Réalisation : Olivier Ducastel, Jacques Martineau
- Scénario : Olivier Ducastel, Jacques Martineau
- Production : Philippe Martin
- Musique : Nicholas Pike
- Photographie : Matthieu Poirot-Delpech
- Montage : Sabine Mamou
- Décors : Louis Soubrier
- Costumes : Juliette Chanaud
- Pays de production :  France
- Format : couleur - 2.35 : 1 - 35 mm - Son Dolby SR
- Genre : drame
- Durée : 95 min
- Date de sortie : France : 19 avril 2000

## Distribution
- Sami Bouajila : Félix
- Patachou : Mathilde, la « grand-mère »
- Ariane Ascaride : Isabelle, la « sœur »
- Pierre-Loup Rajot : Daniel, le petit ami de Félix
- Maurice Bénichou : le pêcheur, le « père »
- Charly Sergue : Jules, le « petit frère »
- Philippe Garziano : le cheminot, le « cousin »
- Yves-Marie Maurin : Carter

## Distinctions
- Teddy Award à la Berlinale 2000.
- Meilleur jeune acteur pour Sami Bouajila au Festival du film romantique de Cabourg en 2000.